# Distretto di Meluco
Il distretto di Meluco è un distretto del Mozambico di 25.184 abitanti, che ha come capoluogo Meluco.

## Geografia antropica

### Suddivisioni amministrative
Il distretto è suddiviso in due sottodistretti amministrativi (posti amministrativi), con le seguenti località:
- Sottodistretto di Meluco:
  - Minhanaha
  - Mitepo
- Sottodistretto di Muaguide:
  - Iba
  - Mitembo
  - Sitate